# Fokker F.XX
De Fokker F.XX is een vliegtuig uit de Fokker familie dat in Nederland gebouwd werd in de jaren dertig van de 20e eeuw.
De F.XX is een driemotorige hoogdekker. De machine is ontworpen als een passagiersvliegtuig en kon in die hoedanigheid een maximum van twaalf passagiers vervoeren. De F.XX werd door Fokker gebouwd in opdracht van de KLM, die voor de lijn naar Nederlands-Indië een vliegtuig wilde dat circa 50 km/h sneller vloog dan de Fokker F.XVIII. Met snellere vliegtuigen wilde de KLM bewijzen dat het zinloos was speciale postvliegtuigen op Indië in te zetten. Het ontwerp van de F.XX was een verbetering van de F.XVIII. Het vliegtuig was een van de weinige vooroorlogse Fokkers dat over een inklapbaar landingsgestel beschikte.
Er werd slechts één F.XX gebouwd, de Zilvermeeuw (PH-AIZ). In een poging in recordtijd de post naar Indië te brengen zou het nieuwe vliegtuig op 18 december 1933 naar Batavia vliegen. Tijdens het warmdraaien trad echter een ernstige storing in de middelste motor op. Reparatie zou te veel tijd kosten, en daarom werd inderhaast de F.XVIII Pelikaan gereedgemaakt, die - hoewel 50 km/h langzamer - de tocht naar Batavia toch in het schema van de Zilvermeeuw wist te volbrengen.